# Японский аукцион
Японский аукцион — это разновидность аукциона на повышение цены, проходящий по следующим правилам:
1. На табло устанавливается начальная цена торгов (обычно невысокая).
2. Участники аукциона поднимают руку либо нажимают и удерживают кнопку в знак начала торгов.
3. Цена на табло начинает постепенно повышаться, по таймеру[2] (шаг повышения цены обычно невысокий).
4. Каждый аукционер является участником торга до тех пор, пока его рука поднята (или его кнопка нажата).
5. Аукционер, вышедший из торгов, не может вернуться в торги повторно.
6. Когда остается один участник торгов, то аукцион завершается и товар продается по цене, изображенной на табло с таймером.

## Результаты японского аукциона
1. Тот аукционер, для которого предмет торгов представляет наибольшую ценность, не опускает руку до конца торгов и становится победителем.
2. Победитель при этом заплатит цену, которую готов был заплатить участник со второй максимальной ценностью.

## Сравнение с аукционом Викри
В ходе аукциона Викри участники сообщают свою ставку (или ценность, которую представляет для них предмет торгов) заранее. После этого участник, для которого ценность самая высокая, платит за предмет вторую по величине заявленную цену. Исход аукциона Викри можно считать эквивалентным исходу японского аукциона, однако существуют некоторые различия:
- Аукцион Викри проходит быстрее, в силу отсутствия таймера.
- В ходе японского аукциона каждый игрок видит, при каком значении цены выходят из торгов его оппоненты, в связи с чем имеет возможность поменять решение о своей ценности, пока не вышел из торгов[3].
- Правила и исходы японского аукциона интуитивно понятны и не требуют дополнительных специфических знаний для досконального понимания.

## Сравнение с английским аукционом
В ходе английского аукциона участники сообщают свои ставки, после чего ведущий выкрикивает каждую новую повышающуюся цену. При этом невозможно точно определить, сколько на данный момент осталось участников торгов. Игрок может сохранять молчание, а потом неожиданно вступить в торги, удивив своей ставкой остальных участников, как это сделал Остап Бендер, который вступил в торги в завершающий момент.
В ходе японского аукциона в каждый момент времени можно точно определить, сколько осталось участников торгов. Более того, известна цена, при которой вышел из торгов каждый участник.

## Сравнение с голландским аукционом
В ходе голландского аукциона в начале торгов на табло высвечивается максимальная цена, после чего запускается таймер, понижающий число, изображенное на табло. Торги продолжаются, пока первый аукционер не просигнализирует о своем участии. Участник, который первый поднимет руку или нажмет на кнопку, становится победителем и выплачивает сумму, изображенную на табло.
Таким образом японский аукцион является обратным вариантом голландского аукциона.